# Nova Cantu
Nova Cantu é um município brasileiro do estado do Paraná.

## História
O município foi uma das últimas fronteiras agrícolas do Paraná. Sua ocupação ocorreu por volta de 1955. 
O povoado formado próximo ao rio Cantu levou o nome do rio e prosperou de terra fértil. Os migrantes vindos da região paranaense e de outras regiões brasileiras desenvolveram suas plantações e trouxeram a cultura de variadas etnias. 
Criado através da Lei Estadual nº 4778 de 29 de novembro de 1963, e instalado em 14 de dezembro de 1964, foi desmembrado de Roncador.
Seu nome é uma homenagem a Cantù, município italiano na região da Lombardia.

## Geografia
Possui uma área é de 543,780 km² representando 0,2728 % do estado, 0,0965  % da região e 0,0064 % de todo o território brasileiro. Localiza-se a uma latitude 24°40'22" sul e a uma longitude 52°34'08" oeste, estando a uma altitude de 555 m. Sua população estimada em 2005 era de 9.071 habitantes.

### Demografia
Dados do Censo - 2010
População total: 7.425
- Urbana: 4.104
- Rural: 3.321
- Homens: 3.757
- Mulheres: 3.668

Dados do Censo - 2000
Índice de Desenvolvimento Humano (IDH-M): 0,698
- IDH-M Renda: 0,614
- IDH-M Longevidade: 0,656
- IDH-M Educação: 0,824

### Hidrografia
- Rio Cantu
- Rio do Peixe
- Rio Caratuva
- Rio Tonete
- Rio Santo Rei